# ボルツァーノ (重巡洋艦)
| 重巡洋艦ボルツァーノ       | 重巡洋艦ボルツァーノ                                                                     | 重巡洋艦ボルツァーノ                                                                     |
| -------------------------- | ---------------------------------------------------------------------------------------- | ---------------------------------------------------------------------------------------- |
| 竣工当時の「ボルツァーノ」 |                                                                                          |                                                                                          |
|                            |                                                                                          |                                                                                          |
| 艦歴                       |                                                                                          |                                                                                          |
| 起工                       | 1930年6月1日                                                                             | 1930年6月1日                                                                             |
| 進水                       | 1932年8月31日                                                                            | 1932年8月31日                                                                            |
| 就役                       | 1933年8月19日                                                                            | 1933年8月19日                                                                            |
| 戦没                       | 1944年6月22日                                                                            | 1944年6月22日                                                                            |
| その後                     | 1947年浮揚、解体。                                                                       | 1947年浮揚、解体。                                                                       |
| 前級                       | ザラ級重巡洋艦                                                                           | ザラ級重巡洋艦                                                                           |
| 要目                       |                                                                                          |                                                                                          |
| 艦種                       | 重巡洋艦                                                                                 | 重巡洋艦                                                                                 |
| 排水量                     | 基準排水量                                                                               | 11,065ｔ                                                                                 |
| 排水量                     | 常備排水量                                                                               | 13,243t                                                                                  |
| 排水量                     | 満載排水量                                                                               | 13,885t                                                                                  |
| 全長                       | 196.9m                                                                                   | 196.9m                                                                                   |
| 水線長                     | 194.0m                                                                                   | 194.0m                                                                                   |
| 全幅                       | 20.6m                                                                                    | 20.6m                                                                                    |
| 吃水                       | 6.8m                                                                                     | 6.8m                                                                                     |
| 機関                       | ヤーロー式重油専焼三胴型水管缶10基 +パーソンズ式ギヤード・タービン4基4軸推進             | 150,000hp                                                                                |
| 速力                       | 35.0ノット （艤装中に公試を行い39.0ノットを発揮）                                        | 35.0ノット （艤装中に公試を行い39.0ノットを発揮）                                        |
| 航続 距離                  | 25ノット/3,200海里、16ノット/4,160海里                                                   | 25ノット/3,200海里、16ノット/4,160海里                                                   |
| 燃料                       | 重油：3,000トン（満載時）                                                                | 重油：3,000トン（満載時）                                                                |
| 乗員                       | 725名                                                                                    | 725名                                                                                    |
| 装甲                       | 舷側：75mm（水線部） 甲板：50mm 主砲塔：100mm（前盾） 主砲バーベット：152mm 司令塔：75mm | 舷側：75mm（水線部） 甲板：50mm 主砲塔：100mm（前盾） 主砲バーベット：152mm 司令塔：75mm |
| 武装                       | アンサルド Models 1929 20.3cm（53口径）連装砲                                            | 4基8門                                                                                   |
| 武装                       | OTO Models 1924 10cm（47口径）連装高角砲                                                 | 8基16門                                                                                  |
| 武装                       | ブレダ M32 37mm（54口径）連装機関砲                                                      | 4基8門                                                                                   |
| 武装                       | ブレダ M313.2mm（75.7口径）連装機銃                                                      | 4基8門                                                                                   |
| 武装                       | 53.3cm水上固定式連装魚雷発射管                                                           | 4基8門                                                                                   |
| 航空 兵装                  | Piaggio P6水上機                                                                         | 3機、回転式カタパルト1基                                                                 |
| 表記                       |                                                                                          |                                                                                          |
| 日本語                     | 重巡洋艦ボルツァーノ                                                                     | 重巡洋艦ボルツァーノ                                                                     |
| 伊語                       | Incrociatore pesante Bolzano                                                             | Incrociatore pesante Bolzano                                                             |
| 英語                       | Heavy cruiser Bolzano                                                                    | Heavy cruiser Bolzano                                                                    |

ボルツァーノ (Incrociatore pesante Bolzano) は、イタリア王立海軍の重巡洋艦。
日本語ではボルツァノ、ボルザノと表記することもある。

## 概要
ボルツァーノ (Incrociatore pesante Bolzano) は、イタリア王立海軍が第二次世界大戦で運用した重巡洋艦。
ザラ級重巡洋艦の装甲重視から、トレント級重巡洋艦と同様の、速度重視に戻っている。魚雷兵装も復活した。
トレント級を原型としており、“改トレント級”と表記されることもあるが、艦橋や煙突の構造、砲塔の形状、航空艤装の位置など、相違点も多い。
命名は、都市ボルツァーノにちなむ。ワシントン条約の制限下の条約型重巡洋艦として建造されたが、前級までの各艦と同様、排水量が1万トンを超過し、条約の制限を超える艦となった。1933年（昭和8年）8月に竣工。本艦が、イタリア王立海軍が建造した最後の重巡となった。
1940年（昭和15年）6月のイタリア参戦後、7月上旬のカラブリア沖海戦に参加。11月11日夜のタラント空襲では、損害を受けなかった。同月下旬のスパルティヴェント岬沖海戦に参加。1941年（昭和16年）3月下旬のマタパン岬沖海戦に参加し、英海軍の艦上攻撃機の雷撃を回避した。8月26日、本艦は英潜水艦トライアンフに雷撃されて損傷、修理をおこなう。
1942年（昭和17年）8月、イギリス海軍のH部隊がペデスタル作戦を発動し、マルタへの大規模輸送船団を送り込む。これを迎撃するため、イタリア艦隊も出動した。8月13日、ボルツァーノは英潜水艦アンブロークンの雷撃で大破、パナレーア島に座礁して沈没を免れた。応急修理後、ラ・スペツィアに曳航されて本格的修理をおこなう。航空母艦（航空巡洋艦）への改造も検討されたが、完了しなかった。
1943年（昭和18年）9月上旬のイタリア降伏後、ラ・スペツィアはドイツ軍に占領され、同地で修理中の本艦なども接収される。1944年（昭和19年）6月、連合国は特殊潜航艇（人間魚雷）チャリオットにより鹵獲重巡の撃沈を試みる。6月21日、港内に潜入したコマンド隊員が機雷を起爆させ、ボルツァーノは沈没した。

## 建造経緯
第一次大戦後にオーストリア＝ハンガリー帝国海軍の解体後、イタリア海軍は地中海を挟んで対峙するフランス海軍を仮想敵に定めた。同海軍は高速かつ強力な兵装を持つ大型駆逐艦と、攻・防・走揃った新型軽巡洋艦「ラ・ガリソニエール級」を整備しつつあった。
それに対抗するためにイタリア海軍1929年/1930年度計画において、再び高速軽防御の重巡洋艦1隻を追加建造する事とした。タイプシップをトレント級に採り、前級までの不具合を解消すべく改設計を加えられたのがボルツァーノである。

## 艦形

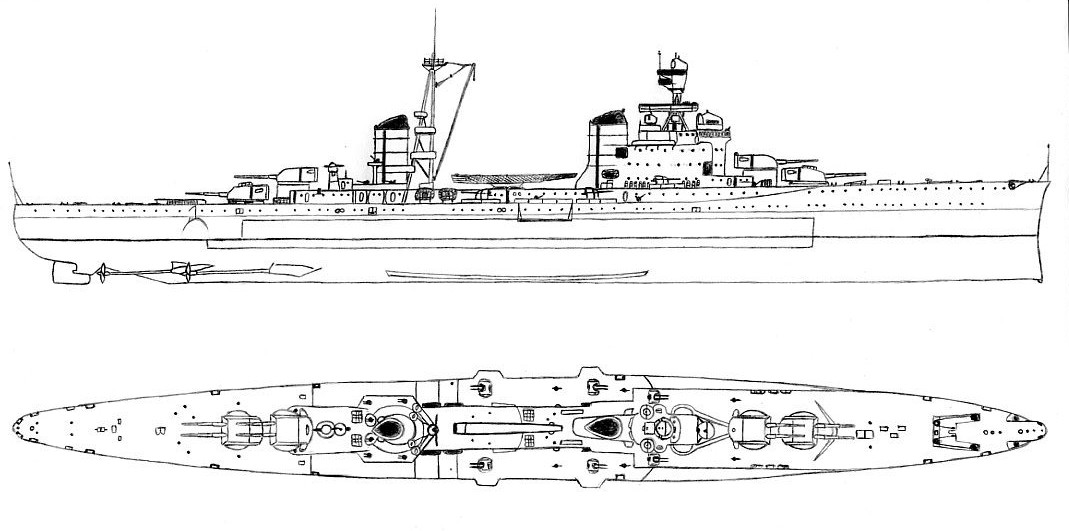
ボルツァーノの艦形図

本艦の原型はトレント級であるが、各部にザラ級の影響が色濃く出ている。艦首水線下には引き続きバルバス・バウを採用していた。艦首甲板上に1・2番主砲塔を背負い式で2基が配置された。操舵艦橋は内部容積拡大のため大型化し、上部に五脚檣を載せた塔型艦橋となった。この五脚檣と1番煙突との間に起きる乱流により煤煙が逆流しやすかったため、塔型艦橋と1番煙突の側面を一体化して煤煙の逆流を防いでいた。これはザラ級のポーラに倣った構造である。五脚檣の構成は頂上部に測距儀を載せ、中部に戦闘艦橋を配置していた。
艦橋の背後には機関のシフト配置のために前後が離された2本煙突が立つが、ここには新設の旋回式カタパルト1基が配置された。前級までは艦首甲板にカタパルトを埋め込んでいたが、水上機射出時に艦首からの風を受けて発艦するには都合が良かったが、海が荒れると波浪が艦首甲板を荒い、発艦作業を妨げる欠点があった。本級はこの欠点を是正した。水上機は露天で3機まで置けた。このため、艦載艇は2番煙突の周囲に配置され、水上機と艦載艇の運用には2番煙突前方に立つ後部三脚檣の基部に付いたクレーン1基により運用された。
舷側甲板上には高角砲が防盾付きの連装砲架で片舷4基ずつ計8基が配置されていた。2番煙突後方の後部甲板上に後ろ向きに3･4番主砲塔が背負い式に2基配置した。艦尾水面下には中央に大型の一枚舵を挟むように片舷2軸ずつ計4軸にスクリュープロペラが付いていた。

## 武装

### 主砲

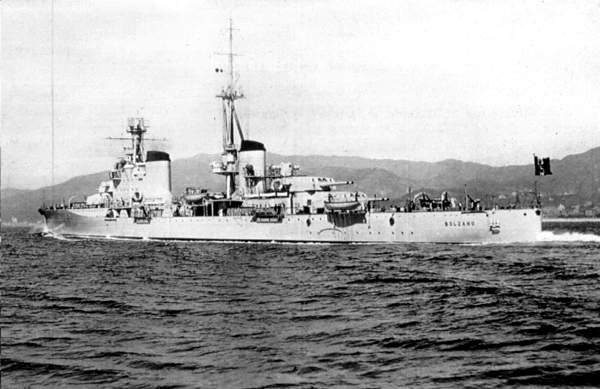
ボルツァーノ

本級の主砲は前級に引き続き国産のModels 1929 20.3cm（53口径）砲を採用した。重量125.3kgの砲弾を使用した場合仰角45度で射程31,566mに達した。この砲を連装式の砲塔に収めたが、列強の同種艦と異なり、イタリア海軍の条約型重巡洋艦は最後まで左右の砲身を同一の砲架に据えつける形式を採用した。これは、砲身の間を狭める事により砲塔の小型化と機構の簡略化を狙った物であるが、代償として斉射時に左右の砲弾の衝撃波が相互に干渉しあって散布界が広がる弱点があり、イタリア巡洋艦のウィークポイントとなった。砲塔の旋回は首尾線方向を0度として左右150度で、俯仰角度は仰角45度・俯角5度で発射速度は毎分2～3.8発である。

### 高角砲・機銃・水雷兵装
高角砲は1927年10cm（47口径）高角砲を採用した（トレント級重巡洋艦#高角砲・機銃・水雷兵装を参照）。
近接対空火器としてModels 1932 3.7cm（54口径）機関砲を採用した。その性能は0.83kgの砲弾を仰角45度で7,800m、仰角80度で5,000mの高さまで届かせることが出来た。俯仰能力は仰角80度・俯角10度である。旋回角度は舷側方向を0度として左右120度の旋回角度を持っていた。砲架の俯仰・砲塔の旋回・砲弾の揚弾・装填は主に電力で行われ、補助に人力を必要とした。発射速度は毎分60～120発である。この機関砲を連装砲架で4基を搭載した。
他にModel 1931 13.2mm（75.7口径）機銃を採用した。その性能は0.051kgの機銃弾を仰角45度で6,000m、仰角85度で2,000mの高さまで届かせることが出来た。俯仰能力は仰角85度・俯角11度である。旋回角度は360度の旋回角度を持っていたが、上部構造物に射界を制限された。砲架の俯仰・砲塔の旋回・砲弾の揚弾・装填は主に電力で行われ、補助に人力を必要とした。発射速度は毎分500発である。この機銃を連装砲架で4基を搭載した。
水雷兵装として53.3cm連装魚雷発射管4基を搭載したが、本級の雷装は特色があり、53.3cm単装魚雷発射管を並列で連装化して船体に内蔵しておき、船体中央部に2基、3番主砲塔手前に2基の計4基8門を搭載した。類似の装備法の採用例としてはスペイン海軍の「カナリアス級」などがあった。

## 艦歴

### 第二次世界大戦以前
アンサルド社のジェノヴァ造船所で建造された。1930年（昭和5年）6月11日に起工、1932年（昭和7年）8月31日に進水、1933年（昭和8年）8月19日に竣工した。1937年（昭和12年）と1939年（昭和14年）に改装をおこない、対空兵装を強化した。この間の1938年（昭和13年）12月18日、サルデーニャのカルボーニア開市式がムッソリーニ首相も参加して開催され、本艦はムッソリーニを乗せて航行した。

### 1940年
1940年（昭和15年）6月10日、イタリアは第二次世界大戦に枢軸側として参戦し、イギリスとフランスに宣戦布告する（イタリアの参戦）。開戦時の本艦艦長は、極東から母国に帰投したばかりのカタラーノ大佐であった。
7月9日、イタリア艦隊は、イギリス海軍地中海艦隊（司令長官アンドルー・ブラウン・カンニガム中将）およびオーストラリア海軍で編成された連合国軍艦隊と交戦する（カラブリア沖海戦）。イタリア巡洋艦群はイギリス巡洋艦部隊と交戦するうちに、追いついてきた英戦艦「ウォースパイト 」の主砲弾を浴びる。伊巡洋艦戦隊を掩護しようとした伊戦艦「ジュリオ・チェザーレ」と「コンテ・ディ・カブール」も、英戦艦の反撃に遭う。「ジュリオ・チェザーレ」が小破し、イタリア艦隊は退却した。「ボルツァーノ」も英軽巡「ネプチューン」の砲撃を受けて損傷した。本艦はラ・スペツィアで修理をおこなった。その後、ターラントに移動した。
10月下旬よりイタリア軍はギリシャに侵攻を開始、バルカン戦線が形成された。イギリス軍とイタリア軍の双方がギリシャに輸送船団を送り込み、この過程で幾つかの海戦が起きた。
11月11日夜のタラント空襲で、英空母「イラストリアス」を発進したソードフィッシュの夜間雷撃により、イタリア海軍は主力艦3隻を失う。「ボルツァーノ」は夜間雷撃を免れ、損傷を受けなかった。
海軍力で優位にたったイギリス海軍はジブラルタルを拠点とするH部隊によってホワイト作戦やMB9作戦を実施し、イタリア海軍は戦艦2隻（ヴィットリオ・ヴェネト、ジュリオ・チェザーレ）やボルツァーノ以下の巡洋艦戦隊で邀撃した。11月下旬にスパルティヴェント岬沖海戦が生起したが、引き分けに終わった。

### 1941年
1941年（昭和16年）1月、シチリア島に展開したドイツ空軍が活動を開始すると、地中海のパワーバランスが変化する。タラント空襲の立役者であった英空母「イラストリアス」もJu-87スツーカの急降下爆撃で撃破され、戦線から離脱した。英海軍は新鋭空母「フォーミダブル」を地中海艦隊に派遣した。
2月上旬、H部隊がグロッグ作戦を発動してジェノバを砲撃したので、その邀撃に出撃する。
3月下旬、イギリス軍はラスター作戦を実施していた。イタリア海軍は新鋭戦艦「ヴィットリオ・ヴェネト」やボルツァーノ以下の巡洋艦部隊をイギリス輸送船団撃滅のために派遣し、これをウォースパイト以下の地中海艦隊が迎え撃つ（マタパン岬沖海戦）。第三巡洋艦隊（トリエステ、トレント、ボルツァーノ）は、旗艦ヴィットリオ・ヴェネト（海軍最高司令長官アンジェロ・イアキーノ中将）の主力部隊に所属していた。
イタリア艦隊は英巡洋艦部隊に対して有利な戦闘を続けていたが、やがて「フォーミダブル」の航空攻撃で状況が一変する。艦上攻撃機アルバコアの雷撃で伊戦艦「ヴィットリオ・ヴェネト」（旗艦）が中破し、速力が低下する。またクレタ島から発進したソードフィッシュがイタリア艦隊を攻撃した。「ボルツァーノ」は雷撃を回避したが、イタリア重巡「ポーラ」が被雷して航行不能になる。本艦以下は旗艦「ヴェネト」を護衛して離脱に成功したが、ザラ重巡3隻と伊駆逐艦2隻は　、クイーン・エリザベス級戦艦3隻に捕まって撃沈された。
4月下旬、ギリシャの戦いに敗れたイギリス軍はギリシャから撤退し、5月下旬にはクレタ島からも撤退した。「ボルツァーノ」は、北アフリカ戦線の枢軸軍を支援する補給船団の護衛をおこなった。6月29日、イギリス潜水艦アージは巡洋艦2隻と駆逐艦4隻を発見し、雷撃を敢行した。「ボルツァーノ」にむかった魚雷は命中しなかった。7月下旬、イギリス海軍のH部隊はサブスタンス作戦を実施する。イギリス潜水艦隊の陽動作戦もあり、イタリア艦隊は出撃しなかった。
8月下旬、イギリス軍はミンスミート作戦 (Operation Mincemeat) を実施し、イタリア王立海軍の主力艦も呼応して出撃する。新鋭戦艦や僚艦と共に行動中の8月26日、ボルツァーノは英潜水艦「トライアンフ」に雷撃されて損傷、曳航されてメッシーナに帰投した。

### 1942年
1942年（昭和17年）6月21日のトブルク陥落によりロンメル機甲師団はアレキサンドリアに迫り、地中海艦隊は同港から撤退の準備を始めた。だが最終防衛線のエル・アラメインでドイツ軍の進撃を阻止し、一息ついた。イギリス海軍はジブラルタル経由でマルタへの補給を目指すペデスタル作戦を準備した。対するイタリア海軍は、「ボルツァーノ」と、生き残っていた重巡「トリエステ」および重巡「ゴリツィア」で、第三巡洋艦部隊を編成した。
8月中旬、イギリス海軍のペデスタル船団に対する迎撃に参加する。イタリア海軍は燃料不足という理由で新鋭戦艦を出撃させず、重巡3隻（ボルツァーノ、トリエステ、ゴリツィア）、軽巡3隻、駆逐艦多数という戦力で英海軍輸送船団を待ち構えることになった。
8月13日朝、イタリア艦隊はパナレーア島近海で英潜水艦「アンブロークン」の襲撃をうける。英潜水艦は「巡洋艦4隻、駆逐艦8隻、上空警戒の水上機2機」というイタリア艦隊と遭遇し、魚雷4本を発射した。重巡「ボルツァーノ」と軽巡「ムツィオ・アッテンドーロ」に、それぞれ魚雷1本が命中した。「ボルツァーノ」は大火災となり、パナレーア島海岸に座礁して沈没を免れた。

応急修理後、ラ・スペツィアに曳航され、同地で修復作業に入った。この間、航空母艦への改装も検討されたが（詳細後述）、作業計画は二転三転して進まなかった。

### 1943年以降
1943年（昭和18年）9月上旬、イタリアと連合国が講和する。この時点でも、修理と飛行機搭載母艦への改造工事は終わっていなかった。イタリアの降伏にともないドイツ軍がイタリア各地に進駐し、ラ・スペツィアも占領された。同港にいた「ゴリツィア」と「ボルツァーノ」もドイツ軍に鹵獲される。すでに制海権は連合国側に渡っていたため、ドイツ軍は戦利艦となったイタリア重巡の本格的復旧を諦めた。岸壁に繋留されたままハルクとして使用された。
1944年（昭和19年）6月、ラ・スペツィアのイタリア艦艇（鹵獲艦艇）がドイツ軍に戦力化されることを恐れた連合国側は、特殊潜航艇（人間魚雷）チャリオットで停泊中の「ゴリツィア」と「ボルツァーノ」を攻撃することにした。この作戦は、イギリス軍と共同交戦側イタリア軍の共同作戦であった。駆逐艦「グレカーレ」によって運ばれたチャリオット2台とコマンド隊員4名は、6月21日夜～22日にかけて港内に潜入する。計画では重巡2隻ともリムペットマインで撃沈するはずだったが上手くゆかず、「ボルツァーノ」だけが爆破されて沈没した。
本艦の残骸は1947年（昭和22年）に浮揚、解体された。

## 改装案
1939年、後部の砲塔などを撤去してカタパルト4基や格納庫などを設置して航空巡洋艦とする案が検討された。搭載機はメリディオナリRo51戦闘機12機の予定であった。
1942年には英潜水艦「アンブロークン」の攻撃による損傷修理の際、戦闘機を10機以上搭載し、それをカタパルトで射出する航空機射出艦への改装計画があった。計画では艦橋や元の兵装などを撤去して飛行甲板を設置し、その前部にカタパルト2機を配置というものであり、また対空兵装が強化されている。艦種は航空機射出兼高速輸送艦で、不要となった主砲用の弾薬保管スペースなどを活用した貨物輸送能力も持たされている。